# Diego Valencia
Pour les articles homonymes, voir Valencia.
Diego Valencia, né le 14 janvier 2000 à Viña del Mar au Chili, est un footballeur international chilien. Il joue au poste d'avant-centre avec le club du CDU Católica.

## Biographie

### En club
Il glane son premier titre en étant sacré champion du Chili en 2018 avec l'Universidad Católica.
En mai 2019, Diego Valencia prolonge son contrat avec son club formateur. En juin de la même année il subit une fracture du crâne qui lui vaut d'être absent des terrains pendant plusieurs semaines et doit ensuite porter un casque comme le gardien tchèque Petr Čech.
En février 2021 il remporte son troisième titre de champion du Chili.
Le 11 juillet 2022, Diego Valencia rejoint l'Italie afin de s'engager en faveur de US Salernitana. Il signe un contrat courant jusqu'en juin 2026.
Le 9 septembre 2023, Valencia est prêté pour une saison en Grèce, du côté de l'Atromitos FC.

### En sélection
Diego Valencia honore sa première sélection avec l'équipe nationale du Chili le 3 juillet 2021, contre le Brésil. Il entre en jeu à la place de Charles Aránguiz et son équipe est battue par un but à zéro.

## Palmarès
Universidad Católica
- Champion du Chili en 2018, 2019, 2020 et 2021.